# Columnea dissimilis
Columnea dissimilis är en tvåhjärtbladig växtart som beskrevs av Conrad Vernon Morton. Columnea dissimilis ingår i släktet Columnea och familjen Gesneriaceae. Inga underarter finns listade i Catalogue of Life.